# Grumman Mallard
Grumman G-73 "Mallard" är ett sjöflygplan som tillverkats av Grumman.